# Carinatae

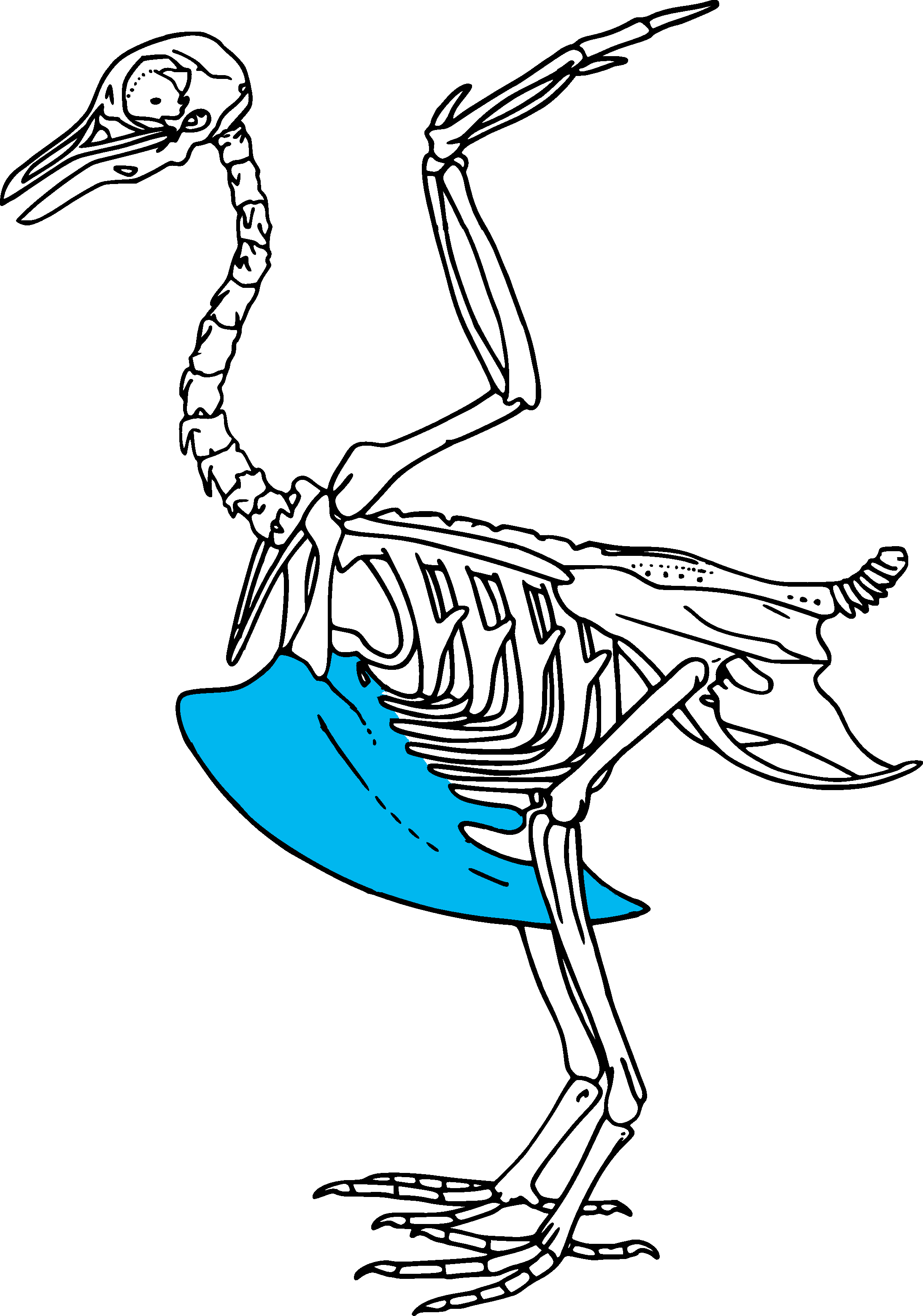
Carena, quilha do esterno

Carinatae é um grupo que compreende as aves atuais e seus parentes extintos que possuem uma quilha, ou uma carena, no lado inferior do esterno, que é usada como âncora para os músculos de voo. Os membros do grupo são, por vezes, denominados de carinatas.

## Classificação

### Definição
Tradicionalmente, os Carinatae eram definidos como todas as aves cujo esterno (osso do peito) tem uma quilha (carina). A quilha é uma forte crista mediana que desce ao longo do esterno. Esta é uma área importante para a fixação dos músculos de voo. Assim, todos os pássaros voadores têm uma quilha pronunciada. As ratitas, todos os quais não voam, carecem de uma quilha forte. Assim, as aves vivas foram divididas em carinatas (quilhadas) e ratitas (de ratis, "jangada", referindo-se ao achatamento do esterno). A dificuldade com esse esquema filogenético era que algumas aves que não voam, sem quilhas fortes, descendem diretamente de aves voadoras comuns que possuem uma. Exemplos incluem o cácapo, um papagaio que não voa, e o dodô, um columbiforme (a família dos pombos). Nenhuma dessas aves é uma ratita. Assim, esta característica supostamente distintiva era fácil de usar, mas não tinha nada a ver com a relação filogenética real.[carece de fontes?]
A partir da década de 1980, Carinatae recebeu várias definições filogenéticas. O primeiro foi como um clado baseado em nó unindo Ichthyornis com as aves modernas. No entanto, em muitas análises, essa definição seria sinônimo do nome Ornithurae mais amplamente utilizado. Uma definição alternativa foi fornecida em 2001, nomeando Carinatae um clado baseado em apomorfia definido pela presença de um esterno em quilha.
O parente de ave conhecido mais primitivo com esterno em quilha é o Confuciusornis. Enquanto alguns espécimes desta ave-tronco têm esterno plano, alguns mostram uma pequena crista que poderia ter sustentado uma quilha cartilaginosa.